# خانه امیدی
خانه امیدی مربوط به اواخر دوره قاجار است و در دزفول، محله سیاهپوشان واقع شده و این اثر در تاریخ ۱۷ اسفند ۱۳۸۱ با شمارهٔ ثبت ۷۵۷۵ به‌عنوان یکی از آثار ملی ایران به ثبت رسیده است.